# Paisaje con el padre de Psique ofreciendo sacrificios en el templo de Apolo
Paisaje con el padre de Psique ofreciendo sacrificios en el templo de Apolo es un cuadro realizado por el pintor francés del Barroco Claudio de Lorena. Mide 174 cm de alto y 220 cm de ancho, y está pintado al óleo sobre lienzo. Data de 1663 y se encuentra en la colección Fairhaven, perteneciente al National Trust, en la abadía de Anglesey, Lode (Cambridgeshire).

## Historia

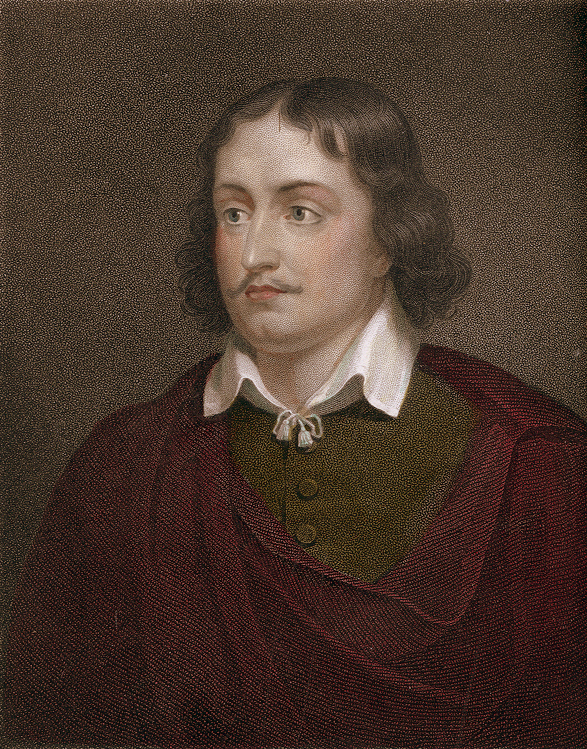
Claudio de Lorena

Claudio de Lorena fue un pintor francés establecido en Italia. Perteneciente al período del arte Barroco, se enmarca en la corriente denominada clasicismo, dentro del cual destacó en la pintura de paisaje. En su obra reflejó un nuevo concepto en la elaboración del paisaje basándose en referentes clásicos —el denominado «paisaje ideal»—, que evidencia una concepción ideal de la naturaleza y del propio mundo interior del artista. Esta forma de tratar el paisaje le otorga un carácter más elaborado e intelectual y se convierte en el principal objeto de la creación del artista, la plasmación de su concepción del mundo, el intérprete de su poesía, que es evocadora de un espacio ideal, perfecto.
Este cuadro fue un encargo de Angelo Albertoni, un rico prohombre romano. Fue padre de Gasparo Albertoni, quien se casó con Laura Altieri, sobrina del papa Clemente X, quien lo nombró gobernador del Castillo de Sant'Angelo. Gasparo encargó en 1675 otro cuadro a Claudio para hacer de pareja (pendant) del anterior, Paisaje con el desembarco de Eneas en el Lacio, conservado igualmente en la actualidad en el National Trust en la abadía de Anglesey. Por ello estos dos cuadros son conocidos globalmente como los Altieri.
El cuadro y su pareja pertenecieron a la familia Altieri hasta 1799, fecha en que fueron adquiridos por el coleccionista William Thomas Beckford por 6 500 guineas, quien a su vez los vendió en 1808 a Richard Hart Davis por 12 000 guineas, casi el doble, el récord hasta entonces por la venta de unas obras de arte. Posteriormente fue propiedad de la familia Miles hasta 1884, de la familia Brassey hasta 1940 y del duque de Kent hasta 1947, fecha en que pasó a la colección Fairhaven.
El cuadro está firmado sobre la escalera de la izquierda: CLAVDIO GILLEE IV. FECIT. ROMA 1663. Figura en el Liber Veritatis, un cuaderno de dibujos donde Claudio dejaba constancia de todas sus obras para evitar las falsificaciones, con el número 157, donde se halla la inscripción «quadro faict per il sigr Angelino».

## Descripción

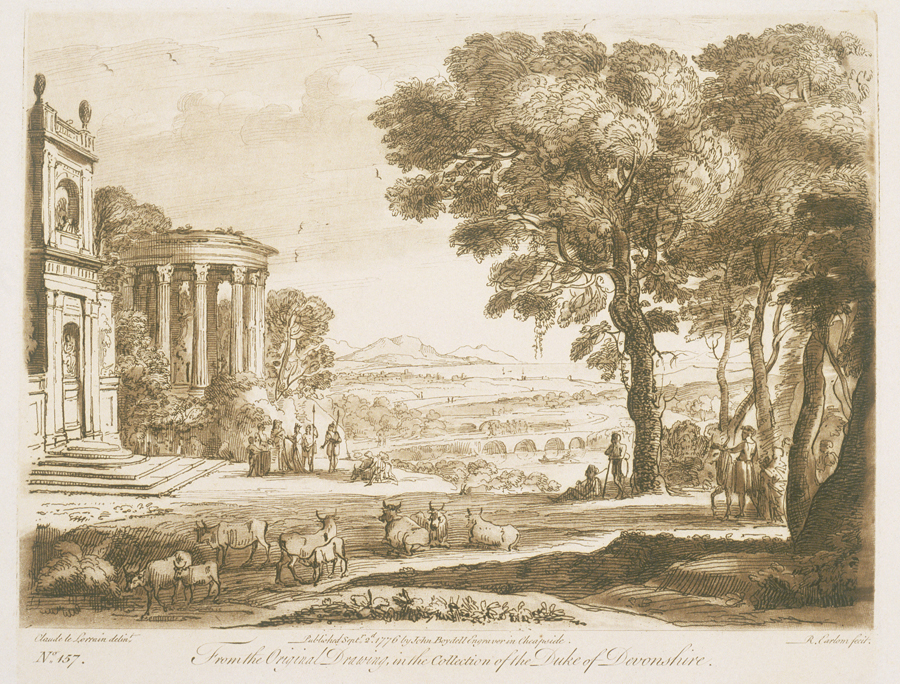
Dibujo 157 del Liber Veritatis de Claudio, correspondiente a este cuadro

Esta obra pertenece al período de madurez del artista. En los años 1660 Claudio abandona la severidad clasicista y se interna en un terreno más personal y subjetivo, reflejando un concepto de la naturaleza que algunos estudiosos califican de romántico avant-la-lettre.
El tema está extraído de las Metamorfosis de Apuleyo (libro IV): Psique, personificación del alma, era la más bella de las hijas de un rey de Anatolia, pese a lo que no encontraba marido. Su padre se dirige entonces al oráculo del templo de Apolo en Delfos —momento aquí representado—, que le conmina a vestir a su hija para una boda y abandonarla en una roca, donde sería tomada por un monstruo horrible. Una vez allí y tras encontrarse sola es llevada por el viento al jardín del palacio de Eros (Cupido) y ambos se enamoran mutuamente. Este tema ha sido tratado por otros artistas, como Rafael (Villa Farnesina) o Bernardo Castello (palacio Giustiniani, Udine).
Como es habitual en la producción de Claudio, esta obra presenta un idílico paisaje de la campiña romana con algunos elementos arquitectónicos y figuras humanas de pequeño tamaño. En el lado izquierdo aparece el templo de Apolo en Delfos, de factura más bien renacentista, frente al cual se sitúa un altar en el que el padre de Psique ofrece sacrificios junto a otros personajes. Un poco más lejos se ve un tholos, un templo de planta circular, aparentemente en ruinas. En el lado derecho, a los pies de unos altos y majestuosos árboles, hay unos pastores observando la escena, mientras que en la parte inferior del cuadro aparecen unas reses pastando. En el fondo, en la parte central del cuadro, se ve un río atravesado por un puente, tras el cual se suceden los campos hasta un paisaje montañoso en lontananza. En la parte superior se ve el cielo surcado de nubes.
La composición del cuadro repite de forma invertida la de Vista de Delfos con una procesión (1650, Galería Doria-Pamphili, Roma). Para la crítica en general es una de las obras maestras de Claudio y, junto a su pareja, son los primeros exponentes de un estilo más sereno del artista en la fase final de su trayectoria.
De esta obra existen cuatro dibujos preparatorios, conservados en el British Museum de Londres, en el Ashmolean Museum de Oxford, en el Gabinete Nacional de Estampas de Roma y en el Museo Bonnat de Bayona.